# 特龙扎诺-韦尔切莱塞
特龙扎诺-韦尔切莱塞（義大利語：Tronzano Vercellese），是意大利韦尔切利省的一个市镇。总面积44平方公里，人口3602人，人口密度81.9人/平方公里（2009年）。ISTAT代码为002150。

## 友好城市
- 法國埃吉耶尔